# Bimeria belgicae
Bimeria belgicae is een hydroïdpoliep uit de familie Bougainvilliidae. De poliep komt uit het geslacht Bimeria. Bimeria belgicae werd in 1910 voor het eerst wetenschappelijk beschreven door Vanhöffen. 